# Stade Aline Sitoe Diatta
El Stade Aline Sitoe Diatta es un estadio multiusos utilizado principalmente para partidos de fútbol ubicado en la ciudad de Ziguinchor en Senegal y es la actual sede del Casa Sport de la liga senegalesa de fútbol.

## Historia
Fue inaugurado en el año 1992 y su nombre es por Aline Sitoé Diatta, una mujer diola opositora al colonialismo en el área de Casamanza. En sus primeros años el estado del terreno de juego era un desastre debido a que fue edificado donde antes había una plantación de arroz, pero eso cambió luego de que en 2007 le fuera colocada una gramilla de césped artificial.

## Eventos Internacionales
El estadio fue utilizado en seis partidos de fase de grupos de la Copa Africana de Naciones 1992.